# Aglais strigata
Aglais strigata är en fjärilsart som beskrevs av Raynor 1909. Aglais strigata ingår i släktet Aglais och familjen praktfjärilar. Inga underarter finns listade i Catalogue of Life.